# Tom Krailing
Tom Krailing ist ein Musiker aus Schaffhausen.
Nach seiner Zeit als Gitarrist, Sänger und Komponist für die Gruppe The Pride arbeitete Krailing ausschliesslich unter eigenem Namen und seiner Begleitband The Buffalo Ballet.

## Geschichte
The Pride wurde 1984 gegründet. Drei Alben wurden veröffentlicht. Clips und Auftritte im Schweizer Fernsehen und Radio DRS. Über 200 Live-Auftritte.
Das erste Soloalbum "The Buffalo Ballet" erschien 1995. Es wurde vom Wochenmagazin Facts zu einem der 10 besten Alben der 90er Jahre gewählt. Die Songs "Soft Parade", "Paint me" und "Laughing with the boys" landen auf der Playlist von DRS 3, damals noch Störsender. Eine Tour mit Tom Etter, Fisch und Oliver Maurmann ging über 30 Bühnen.
Das zweite Album "Electrostreet" erschien 1998 und wurde wiederum im heimischen Wohnzimmer zusammen mit Tom Etter aufgenommen und mit Gästen wie Züri West eingespielt. Auf der Tour spielten Krailing, Etter und Fisch nun mit Hendrix und Jean Zuber.
In genau dieser Besetzung erschien 2002 unter dem Titel "Soft Music" das Album des "Buffalo Ballet", wie sich die Gruppe fortan nennt. Titel wie "Out of the blue", "The good days have gone", "What it's worth" oder "Lo Mejor" werden bis heute von DRS 1 und DRS 3 regelmässig gespielt.
Danach folgten Live-Auftritte u. a. an der Expo.02, Stahlgiesserei Schaffhausen (mit Los Lobos), Café Mocca, Mühle Hunziken, El Lokal, Grabenhalle, Rote Fabrik, Kaserne sowie TV-Auftritte u. a. in BOA Bern (Schweizer Fernsehen), Next (Schweizer Fernsehen, Studiogast) Sf DRS Next: Live-Interview mit Monica Schärer und einer Live-Darbietung von "Some words".
Diverse Radio-Live-Auftritte bei DRS 3-UF dr Gass.
2012 gründete Krailing zusammen mit Gianni Palumbo und Dominic Damonte die Gruppe Cosmo Alley, die im folgenden Jahr das Album "Now it's on" veröffentlicht, welches von Olifr M. Guz produziert wurde.
Anlässlich des 30. Jubiläums von The Pride spielte die Band eine Handvoll Konzerte und veröffentlichte die Anthologie-Box "Boxing Clever" mit insgesamt 35 Tracks, darunter Remixes, bislang unveröffentlichtes Material und Liveaufnahmen. Danach löste sich die Band auf und gründete am gleichen Tag PSTCRD. Eine EP mit vier Nummern erschien 2018.
Im Coronajahr 2020 begann Tom Krailing in seinem Northern Lights Studio mit Aufnahmen zu einem neuen Album. Darauf spielte er bis auf wenige Ausnahmen alle Instrumente selbst ein, produzierte das Album und mischte es auch selbst ab. Das Album "Flow" erschien im Februar 2022.
Zurzeit arbeitet Krailing an einem neuen Cosmo Alley Album.

## Diskografie
- Comin' home, The Pride (1991; Soundservice, BCCD 150491), CD
- Mind candy, The Pride (1993; Disctrade/Blue Rose), CD
- The Buffalo Ballet, Tom Krailing (1995; Soundservice, 220495-1/2), CD/2LP
- Lipstick traces, The Pride (1996; Soundservice, 130196-1/2), CD/2LP
- Electrostreet, Tom Krailing (1998; Soundservice, 280298-1/2), CD/LP
- Soft music, Buffalo Ballet (2002; Soundservice, 71002-2), CD
- Now it's on, Cosmo Alley (2013; Zambrano Records), CD/LP
- Boxing Clever, The Pride (2015; Soundservice), 2CD/3EP
- EP1, PSTCRD (2018; Soundservice), EP
- Flow, Tom Krailing (2022; Zambrano Records, ZR02LP), LP